# Mare de Déu del Remei de Gàrzola
Mare de Déu del Remei de Gàrzola és una església barroca de Gàrzola al municipi de Vilanova de Meià (Noguera) protegida com a bé cultural d'interès local.

## Descripció
Església de planta rectangular en cantonada i actualment amb un cobert adossat a la façana nord. Té una sola nau amb l'absis rectilini encarat a ponent, darrere del qual hi ha la sagristia. Està cobert amb volta de canó molt ampla i plana, a la que s'afegiren en una època posterior quatre arcs torals de perfil ogival. El cor és situat al mur de llevant, damunt la porta.
La façana principal presenta un portal adovellat, sobre el qual hi ha una finestreta que substitueix al rosetó, i un campanar de cadireta amb dues obertures i arcades de mig punt, una de les quals conté una punta d'una bomba d'aviació de la Guerra Civil com a campana. Un cobert s'ha afegit a la part posterior de l'espadanya, a sobre de la coberta de teula àrab a dues aigües.

## Història
Les notícies històriques sobre el temple daten de 1668 quan Roig i Jalpí enumera les esglésies que es trobaven dins el priorat de Meià; d'aquest document es dedueix que l'església era al segle xvii sota l'advocació de la Verge del Roser.
En una data anterior a 1733 l'església de Gàrzola va canviar d'advocació, adoptant el nom actual de Mare de Déu del Remei.